# Zamarada setosa
Zamarada setosa là một loài bướm đêm trong họ Geometridae.